# Gordonsville (Minnesota)
Pour les articles homonymes, voir Gordonsville.
Gordonsville est un secteur non constitué en municipalité située dans le comté de Freeborn, dans l'État américain du Minnesota.

## Histoire
Un bureau de poste a été établi à Gordonsville en 1862 et est resté en activité jusqu'à son arrêt en 1965,. La communauté tire son nom de T. J. Gordon et de W. H. H. Gordon, père et fils, qui ont tous deux été maîtres de poste au début de la carrière. Gordonsville a été enregistrée au cadastre en 1880.